# مستصفرة الشاي
مستصفرة الشاي (الاسم العلمي: Xanthomonas theicola) هي نوع من البكتيريا يتبع جنس المستصفرة من الفصيلة المستصفرية.